# Re:ache
Singles de High and Mighty Color
Remember
(2008)
Re:ache est le 17e et dernier single de High and Mighty Color sorti sous le label SME Records le 11 août 2010 au Japon. Il atteint la 57e place du classement de l'Oricon et reste classé 2 semaines, pour un total de 1 560 exemplaires vendus. C'est le premier single physique avec Halca, comme le groupe annonce sur son blog sa séparation, c'est également le dernier.

## Liste des titres
Toutes les paroles sont écrites par Halca & Yuusuke.
| 1. | Re:ache (リ:エイク) | Meg | 4:57 |
| 2. | Night Light Parade  | Meg | 4:35 |
| 3. | Day Dreaming        | Meg | 3:52 |
| 4. | Red (Live ver.)     | Meg | 3:56 |

| 1. | Re:ache                                                                             |  |
| 2. | Good bye                                                                            |  |
| 3. | 'Sakura-Con 2010' Live Eizou Shuuroku Yotei (「Sakura-Con 2010」ライブ映像収録予定) |  |